# (11163) Milešovka
(11163) Milešovka (1998 CR) – planetoida z pasa głównego asteroid okrążająca Słońce w ciągu 5,32 lat w średniej odległości 3,04 j.a. Odkryta 4 lutego 1998 roku.